# Szprotawa
Szprotawaⓘ (em latim: Sprottavia, em alemão: Sprottau) é um município no oeste da Polônia. Pertence à voivodia da Lubúsquia, no condado de Żagań. É a sede da comuna urbano-rural de Szprotawa. Situa-se às margens dos rios Bóbr e Szprotawa.
Estende-se por uma área de 11,0 km², com 11 371 habitantes, segundo o censo de 31 de dezembro de 2021, com uma densidade populacional de 1 033,7 hab./km².
A cidade é um centro industrial e de serviços. As indústrias de concreto, metal e alimentos, entre outras, estão localizadas aqui.

## Localização
Szprotawa está localizada na parte sul da voivodia da Lubúsquia. A cidade fica a 50 km de Zielona Góra, a 26 km da rodovia A4, a 60 km da fronteira polaco-alemã, a 140 km de Breslávia e a 160 km de Poznań.
Historicamente, Szprotawa está localizada na Baixa Silésia.
Segundo dados de 31 de dezembro de 2021, a área da cidade é de 11,0 km².
Entre 1975 e 1998, a cidade pertenceu administrativamente à voivodia de Zielona Góra.

## Toponímia

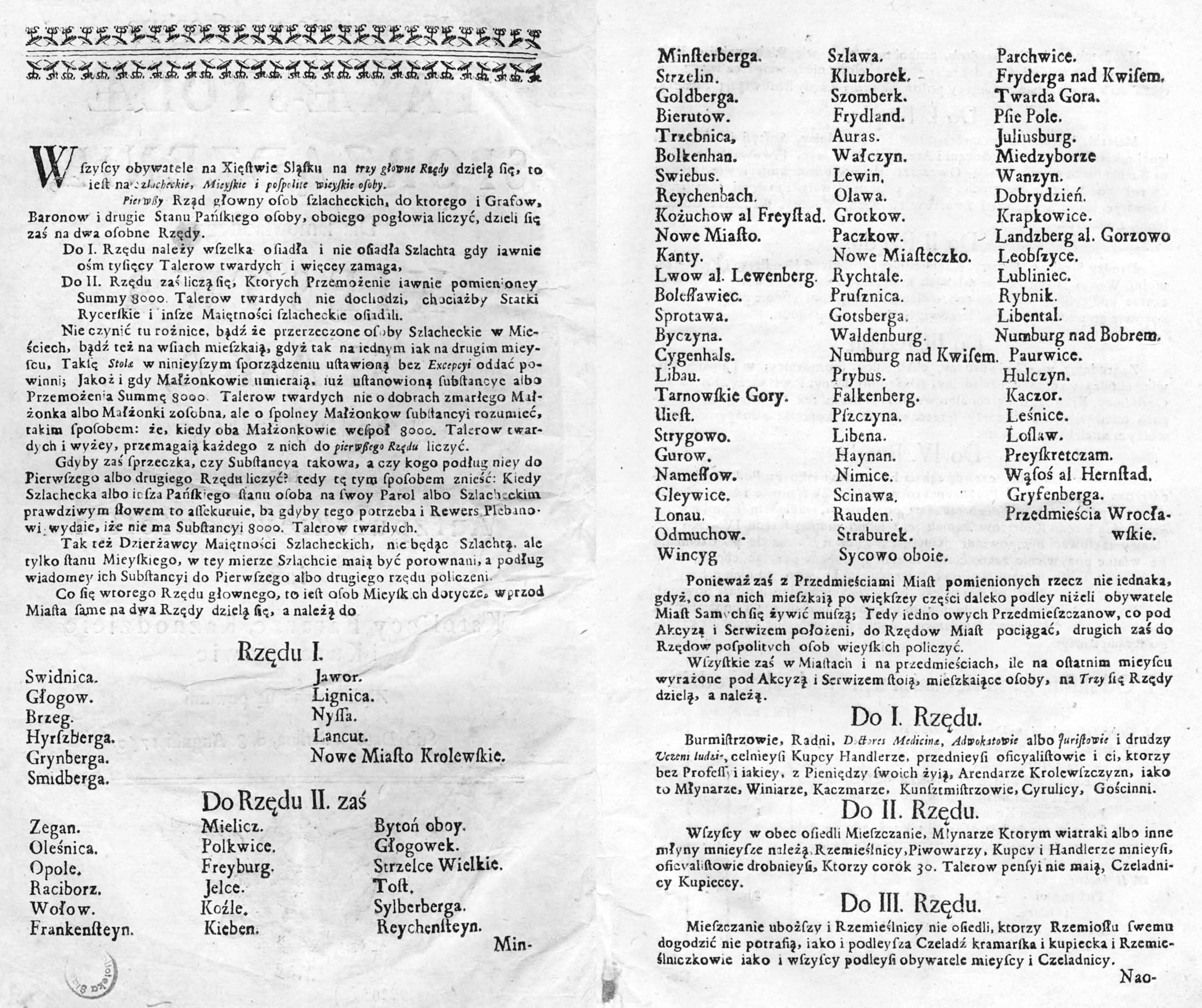
Szprotawa entre outros nomes de lugares da Silésia em um documento oficial prussiano de 1750 emitido em polonês em Berlim.

No livro em latim Liber fundationis episcopatus Vratislaviensis (português: Livro de dotações do Bispado de Breslávia), escrito pelo bispo Henrique de Wierzbno em 1295–1305, a localidade é mencionada na forma latinizada Sprotavia. O nome da localidade na forma latinizada Sprotavia é mencionado em um documento latino de 1312 emitido em Głogów.
Em 1613, o regionalista e historiador da Silésia, Mikołaj Henel, de Prudnik, mencionou a localidade em seu trabalho sobre a geografia da Silésia, intitulado Silesiographia, dando seus nomes em latim: Sprotta, Sprottavia. O cartógrafo e geógrafo suíço Mateusz Merian, em sua obra “Topographia”, publicada em 1650, apresenta uma forma germanizada do nome do lugar: “Sprottau”, com a informação de que “seu nome é polonês e significa um lugar onde muitos tocos e arbustos foram derrubados para a construção de moradias” (em alemão. “Ihr Nam ist Polnisch und bedeutet einen Ort da man viel Dörner und Gesträuch außgerottet und Wohnungen darauf gebauet hat.”).
Em um documento oficial prussiano de 1750, emitido em polonês em Berlim por Frederico, o Grande, a cidade é listada entre outras cidades da Silésia como Szprotawa. O nome Sprotawa foi mencionado pelo escritor silesiano Jozef Lompa em seu livro “Um breve resumo da geografia da Silésia para o ensino fundamental”, publicado em Głogówek em 1847. O Dicionário Geográfico do Reino da Polônia, publicado no final do século XIX, fornece o topônimo polonês Szprotawa, latinizado Sprottavia, e dois nomes alemães, Sprotaw e Sprottau.
O nome atual foi aprovado administrativamente em 7 de maio de 1946.

## História

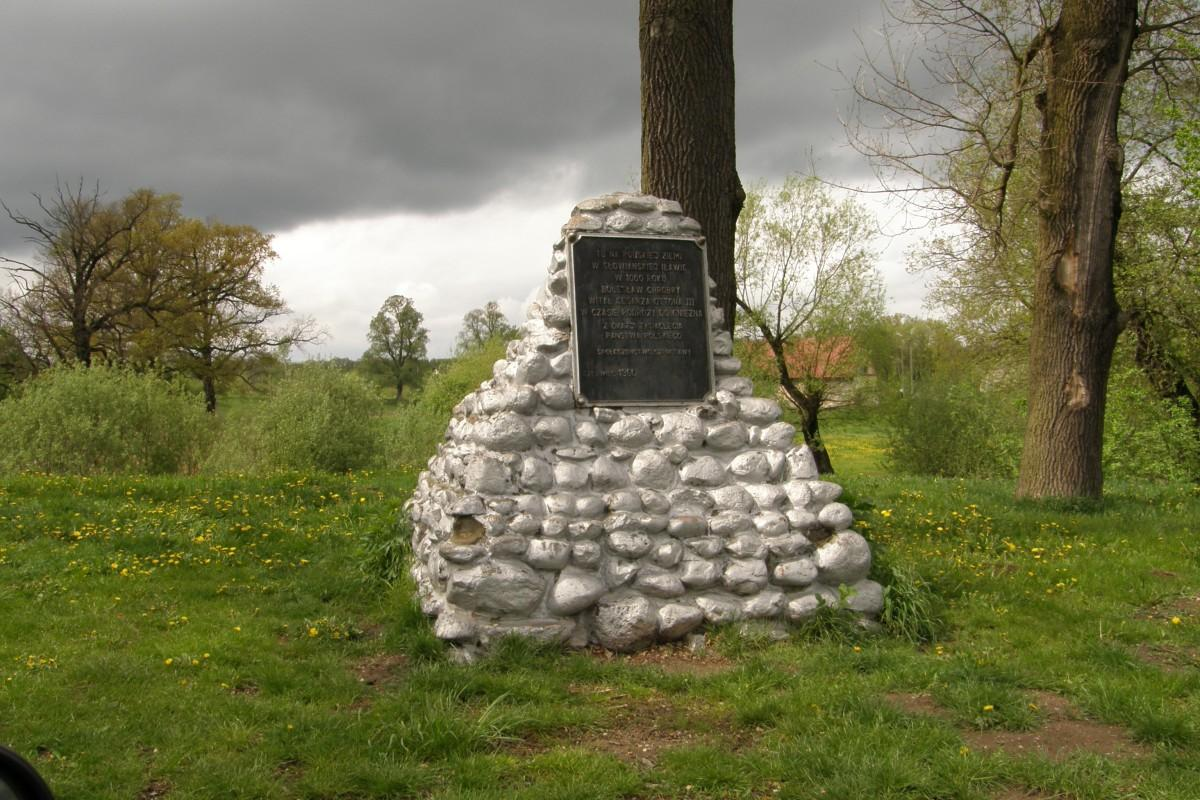
Monumento ao encontro entre Otão III e Boleslau, o Bravo em Iława — Szprotawa

A história mais antiga de Szprotawa está envolta em mistério. O relato do cronista Dietmar de Merseburgo, datado de 1000, menciona um assentamento da tribo dos dadosesani chamado Ilva ou Ilua. Alguns o consideram como a atual Iława, um distrito de Szprotawa, outros como Iłowa (alemão: Halbau). Foi aqui que Boleslau, o Bravo se encontrou em 1000 com o Imperador Otão III, que estava viajando para o Congresso de Gniezno. O encontro dos governantes é comemorado por um monumento localizado na esquina da cidade. Em dezembro de 2008, um trabalho de pesquisa arqueológica foi realizado na colina no centro do parque local sob a direção de Mariusz Łesiuk, mas não confirmou inequivocamente a presença de um assentamento medieval do século X.
O privilégio de fundação sob a lei Środa foi concedido a Szprotawa por volta de 1260 pelo príncipe Conrado I de Głogów, que também cercou a cidade com muralhas. A fortificação estava localizada no cruzamento de rotas de comunicação, entre outras, na chamada Rota Baixa, e logo recebeu vários privilégios, como o direito de uma milha, segundo o qual em uma área com raio de uma milha ao redor da cidade, todos os mercados, barracas, armazéns (por exemplo, de tecidos), açougues, padarias e pousadas, tinha que ser propriedade da cidade e um mercado livre de sal, o que promoveu o rápido desenvolvimento do assentamento. A indústria de tecidos se desenvolveu mais rapidamente, e os tecidos locais eram exportados para Frankfurt, Szczecin e Polônia. Uma renda significativa foi gerada pelo imposto cobrado sobre o gado levado da Polônia para a Alemanha e pelo comércio de ferro fundido nas forjas da cidade. Na época de seu maior esplendor, Szprotawa era a sede dos piastas de Głogów e, desde 1331, estava sob a soberania tcheca; em 1407, ganhou o direito de cunhar sua própria moeda. Em 1473, todos os edifícios da cidade, incluindo o castelo, foram incendiados e, de novembro de 1488 a janeiro de 1489, a cidade foi sitiada pelo exército húngaro de Matias Corvino.
Na segunda metade do século XV, era um feudo húngaro, enquanto na virada dos séculos XV e XVI a área era administrada pelos príncipes poloneses João I Alberto e Sigismundo. Em 1506, a cidade ficou mais uma vez sob o domínio tcheco, de 1526 a 1724 foi governada pelos Habsburgos e depois pela Prússia. Em 1552, uma epidemia matou 1 400 dos 2 000 habitantes. A Guerra dos Trinta Anos levou as finanças da cidade à ruína. No início do século XVIII, a situação do tesouro da cidade melhorou consideravelmente e, em 1732, o conselho municipal adquiriu novas propriedades de cavaleiros. Szprotawa possuía 10 290 hectares de terra, incluindo 7 500 hectares de florestas. Em 1746, a cidade caiu nas mãos dos reis tchecos da [[dinastia jaguelônica]. Desde o início do século XVIII, houve um desenvolvimento significativo de manufaturas e, no século seguinte, da indústria, incluindo a metalurgia. Em 1846, foi inaugurada uma linha ferroviária ligando Szprotawa a Głogów e Żagań, o que elevou a condição de cidade e abriu caminho para a venda de mercadorias. Em 1897, o sistema municipal de gás começou a funcionar e, em 1936, um sistema de abastecimento de água e esgoto cobria a maioria da cidade. Em 1932, uma parte significativa do condado de Żagań foi anexada ao condado de Sprotawa; o novo condado cobria uma área de 1 464 km e era o maior da regência de Legnica; isso teve um impacto considerável no crescimento da importância da cidade.
Durante a Segunda Guerra Mundial, havia dois campos de trabalho para prisioneiros de guerra soviéticos aqui; eles eram subordinados ao campo de Żagań. Em 1945, como parte da ofensiva da Baixa Silésia, as tropas do Exército Vermelho chegaram a Szprotawa. Após lutar com as tropas alemãs, a cidade foi capturada em 13 de fevereiro de 1945 pelo 10.º Corpo Blindado de Guardas do 4.º Exército Panzer de Guardas e pelas tropas do 13.º Exército pertencente à Primeira Frente Ucraniana. Após a guerra, o Monumento à Irmandade das Armas foi erguido na Avenida da Independência. As construções urbanas foram destruídas de 50% a 55%. Em 1947, os habitantes de origem alemã do período pré-guerra haviam sido expulsos pelo rio Óder. Foi fundada a Dolnośląskie Zakłady Odlewnicze (Fundição da Baixa Silésia), uma fábrica de móveis, fábricas de tricô e curtume e uma fábrica de velas. De 1946 a 1975, Szprotawa foi a capital do condado.

## Demografia
Conforme os dados do Escritório Central de Estatística da Polônia (GUS) de 31 de dezembro de 2022, Szprotawa é uma cidade pequena com uma população de 10 747 habitantes (14.º lugar na voivodia de Lublin e 369.º na Polônia), tem uma área de 10,95 km² (18.º lugar na voivodia de Lublin e 561.º lugar na Polônia) e uma densidade populacional de 981,46 hab./km² (16.º lugar na voivodia de Lublin e 325.º lugar na Polônia). Nos anos 2002–2021, o número de habitantes diminuiu 11,8%.
Os habitantes de Szprotawa constituem cerca de 13,90% da população do condado de Żagań, constituindo 1,10% da população da voivodia da Lubúsquia.
| Descrição                         | Total      | Total     | Mulheres   | Mulheres  | Homens     | Homens    |
| --------------------------------- | ---------- | --------- | ---------- | --------- | ---------- | --------- |
| unidade                           | habitantes | %         | habitantes | %         | habitantes | %         |
| população                         | 10 747     | 100       | 5 651      | 52,6      | 5 096      | 47,4      |
| área                              | 10,95 km²  | 10,95 km² | 10,95 km²  | 10,95 km² | 10,95 km²  | 10,95 km² |
| densidade populacional (hab./km²) | 981,46     | 981,46    | 516,25     | 516,25    | 465,21     | 465,21    |

## Monumentos históricos

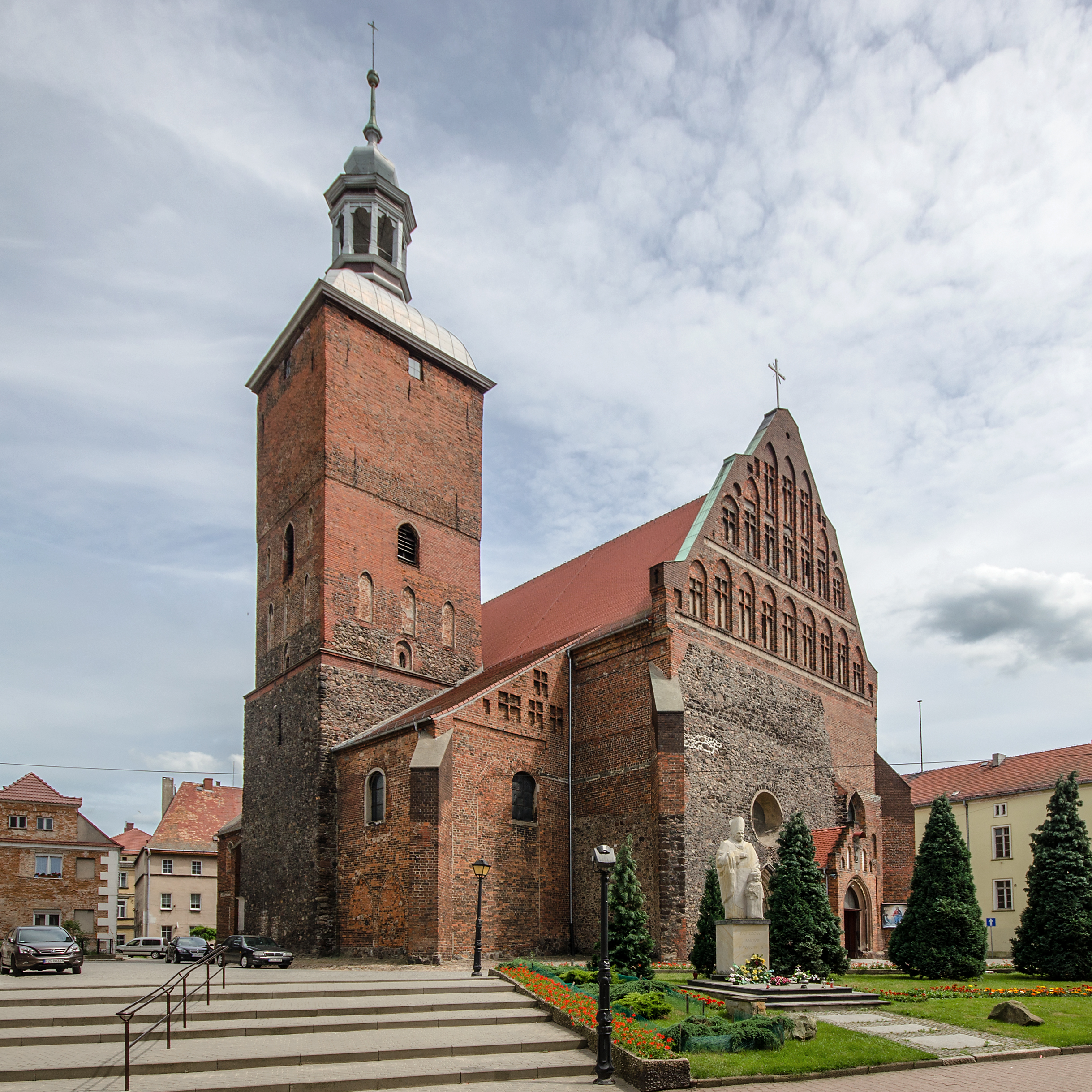
Igreja gótica da Assunção da Virgem Maria

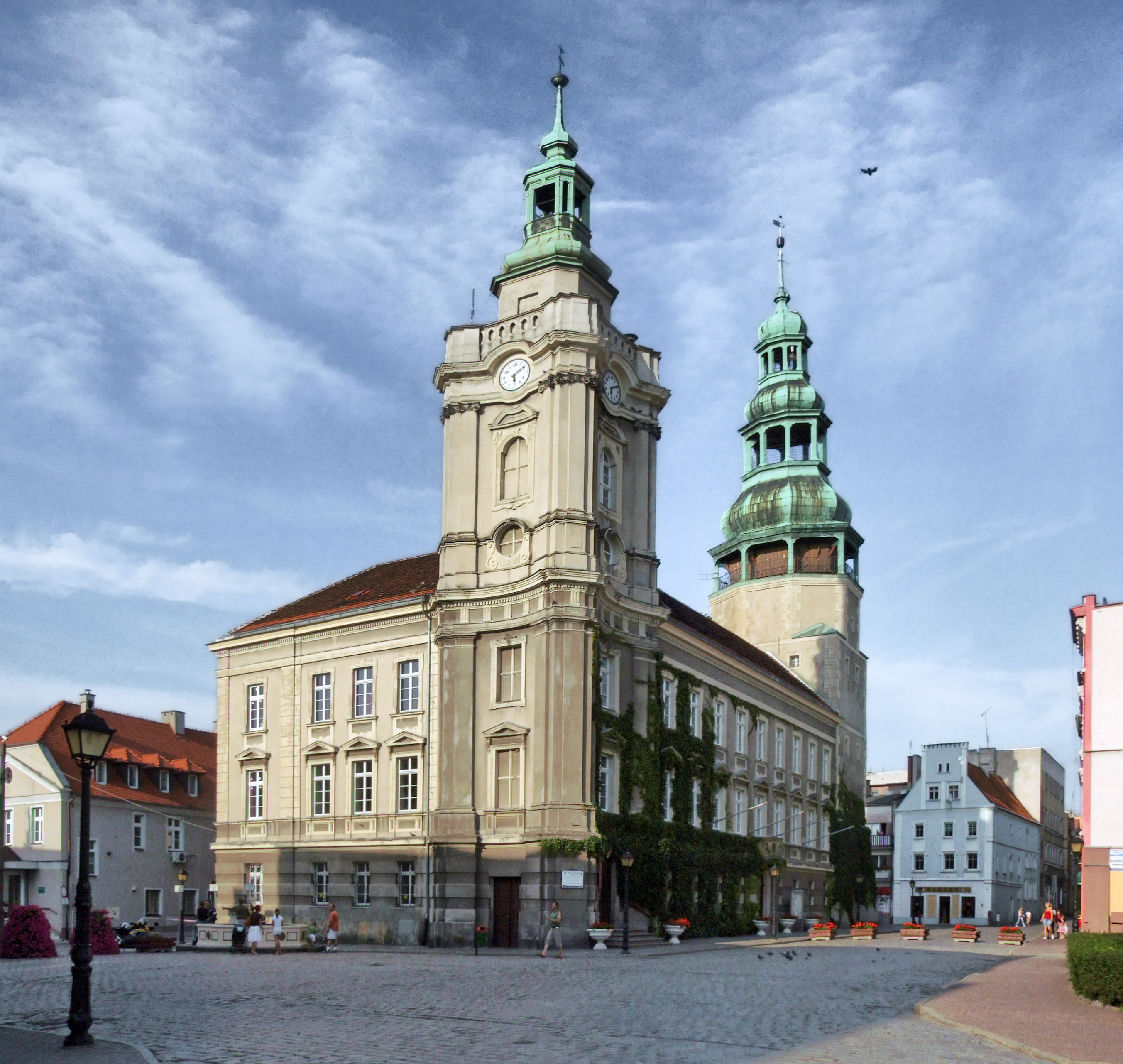
Prefeitura renascentista na praça do mercado

O registro provincial de monumentos inclui:
- Cidade
- Igreja paroquial da Assunção da Bem-Aventurada Virgem Maria, século XIII/XIV, séculos XV e XVII
- Igreja evangélica do Salvador, 1747, 1825, construída sobre as fundações de um castelo ducal medieval
- Convento da Congregação das Irmãs de Santa Maria Madalena da Penitência, Praça da Igreja, 2, do século XVII
- Cemitério judeu, rua Kraszewskiego, de meados do século XIX
- Muralhas defensivas, do século XIV
  - Bastião da igreja evangélica
  - Portão Żagańska — portão municipal, sede do Museu Dr. Felix Matuszkiewicz da Terra de Szprotawa, rua Muzealna, do século XIV, 1480
- Prefeitura, dos anos 1583–1586, nos séculos XVII-XIX
- Casa, praça Evangélica 1, do século XVI/XVII, em 1840
- Escola evangélica, praça Evangélica 2, de 1773
- Casa, praça Evangélica 3
- Casa, rua Konopnickiej, 13, de 1899, em 1904
- Escola católica, praça Kościlny, 4, de 1598, século XVIII / século XIX
- Casa, rua Kościuszki, 9, do século XVIII
- Casa, atual Biblioteca Municipal, rua Niepodległości, 16, do final do século XIX
- Casa, rua Odrodzenia, 1, 2, 3, 4, 5, 6, 7, 8, 9, 10, 11, 12, 13
- Casa, rua Muzealna, 2/3, do século XVIII ao XIX.
- Edifícios no complexo do matadouro, rua Sobieskiego
- Matadouro, datado de 1888–1889
- Armazém frigorífico e galpão de aparelhos, datados de 1909
- Administração e prédio residencial, de 1888–1889

Szprotawa – Iława
- Igreja filial de Santo André, meados do século XIII, século XVII-XIX
- Portão de Zwonnica

Szprotawa – Puszczyków
- Igreja paroquial dedicada ao Salvador do Mundo, meados do século XIV, século XIX
- Cemitério da igreja

Monumentos selecionados da cidade
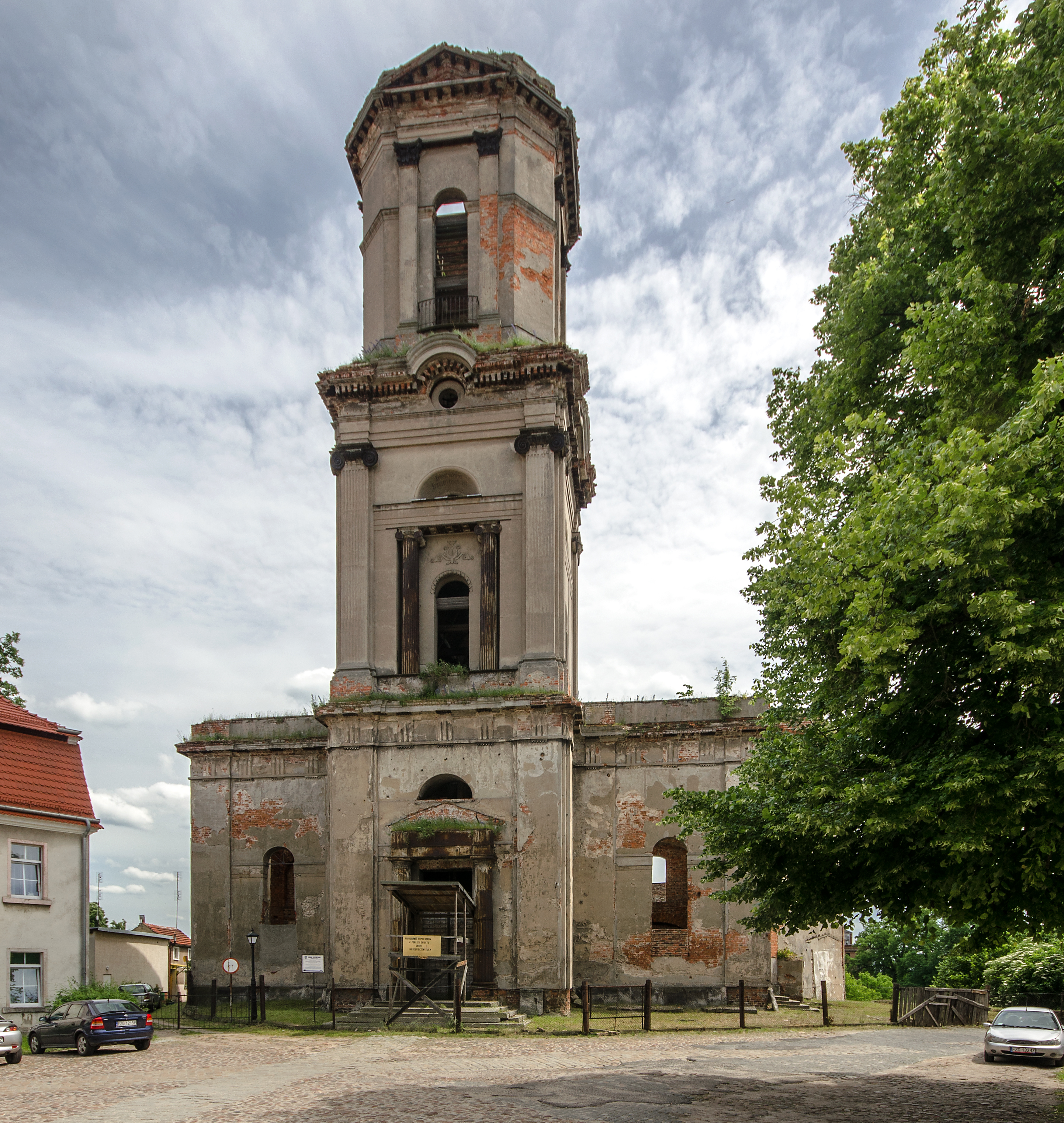
Igreja Evangélica do Salvador (séculos XVIII e XIX), construída sobre as fundações do castelo ducal
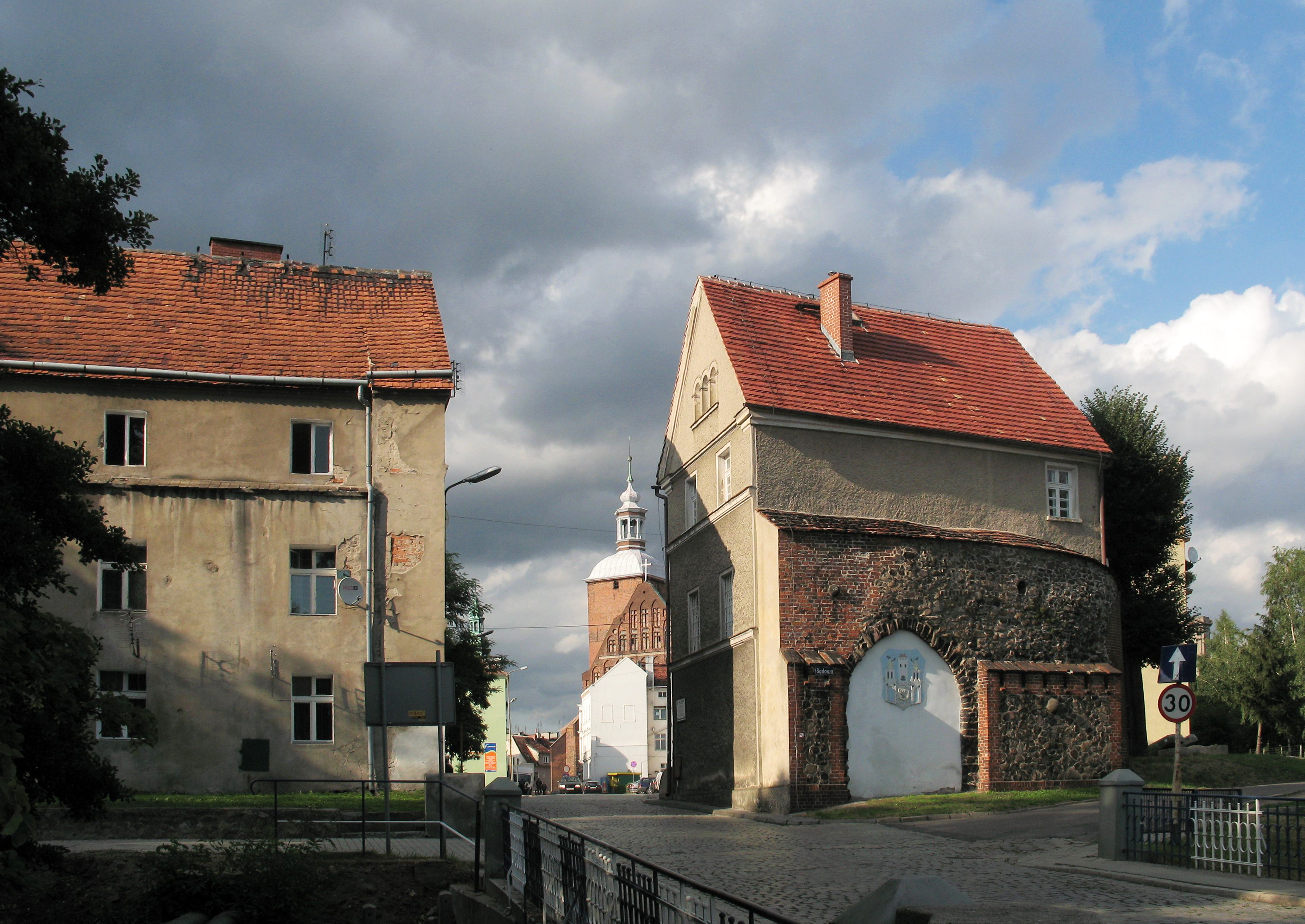
[[Brama Żagańska w Szprotawie|Portão de Żagań — Museu da Terra de Szprotava com a igreja ao fundo
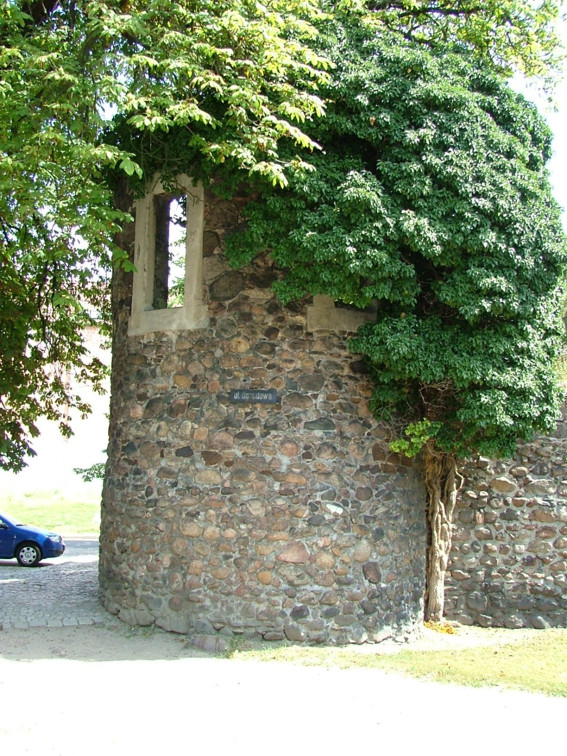
Torre ocidental nas muralhas da cidade
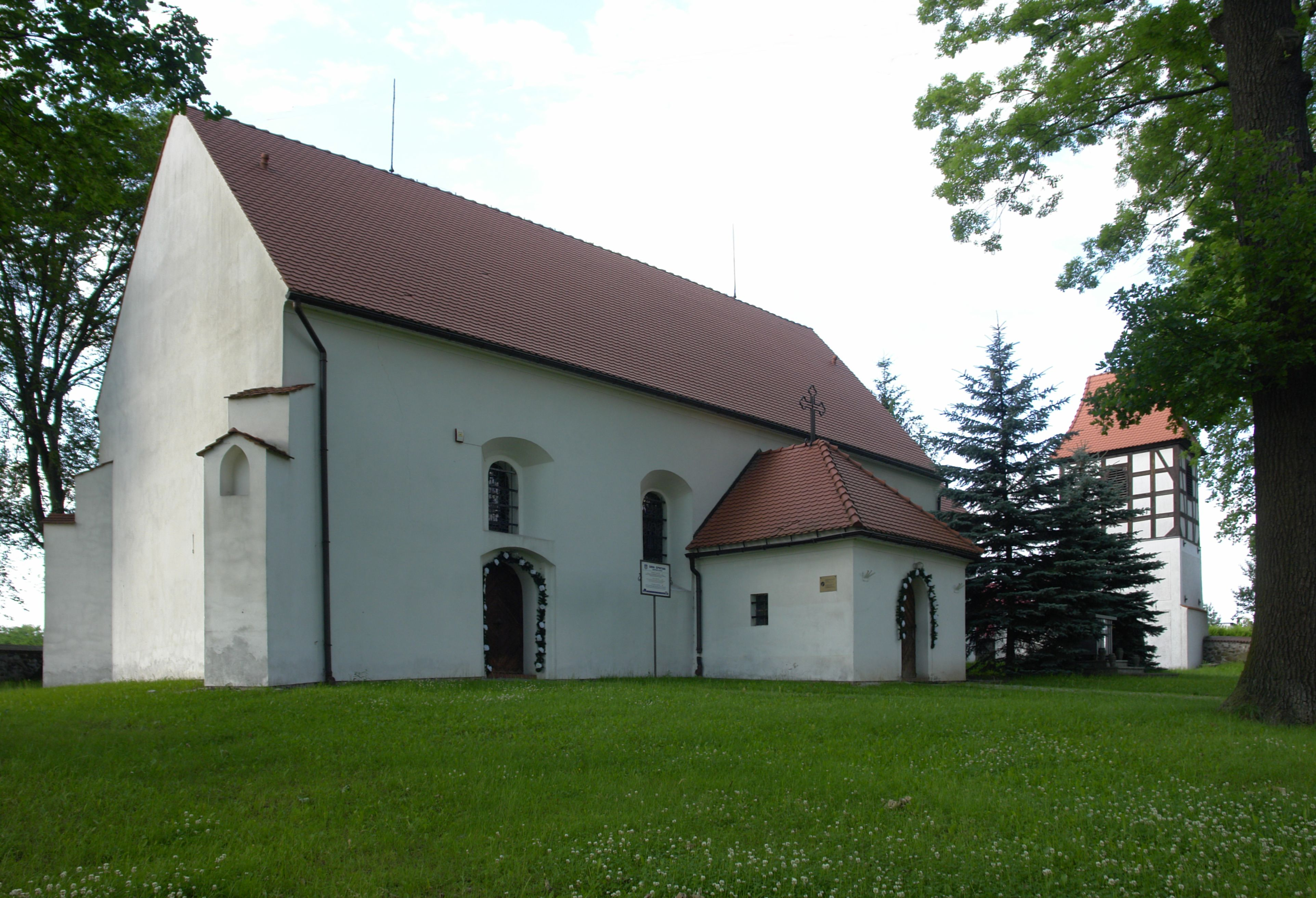
Igreja de Santo André em Szprotawa — Puszczyków
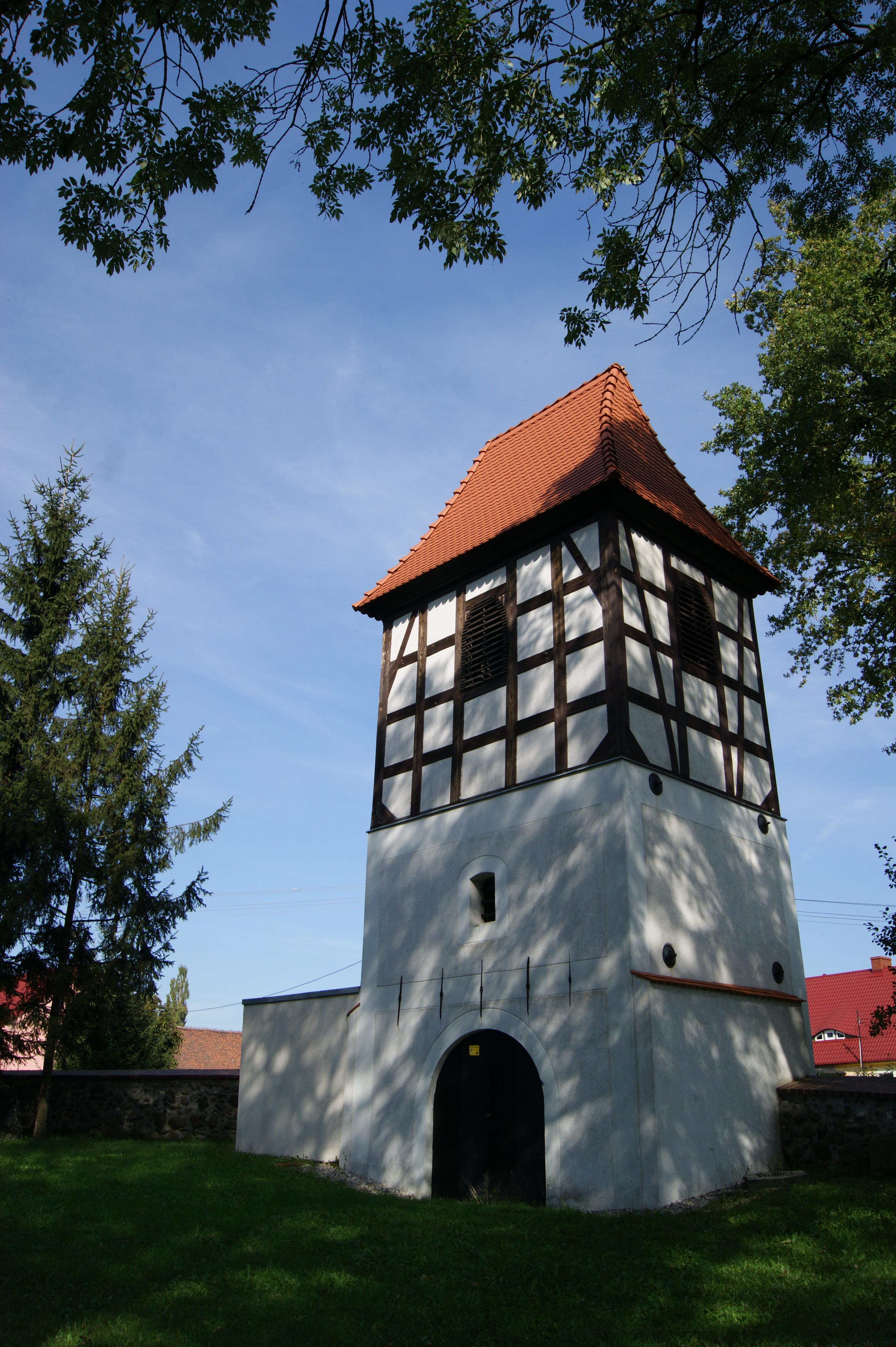
Torre em enxaimel nas muralhas da Igreja de Santo André
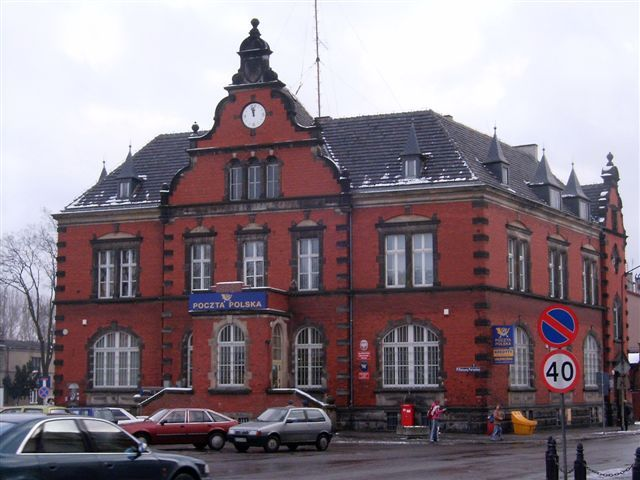
Prédio dos correios
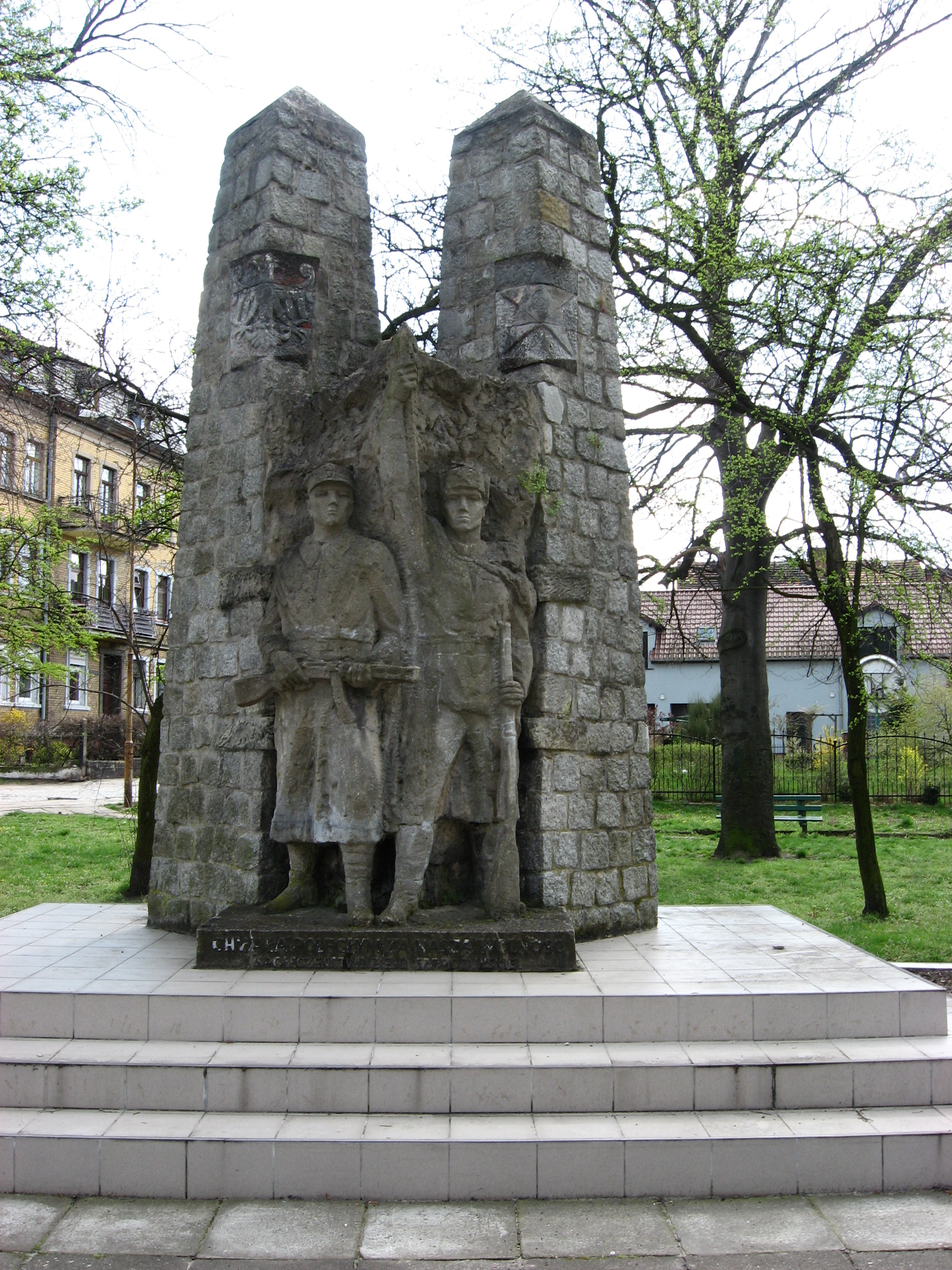
Monumento à Irmandade de armas polaco-soviética
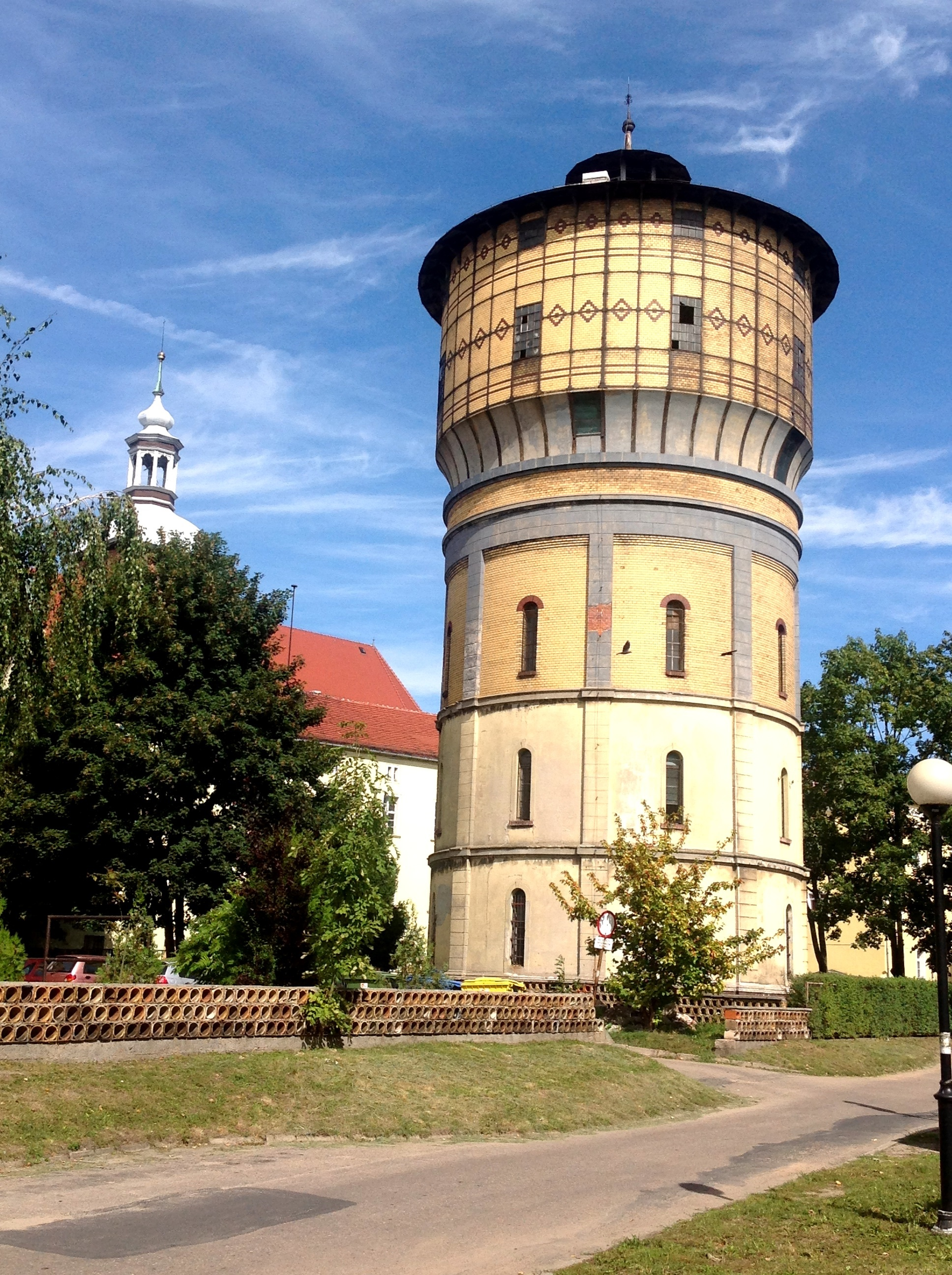
Torre de água

## Distritos e conjuntos habitacionais

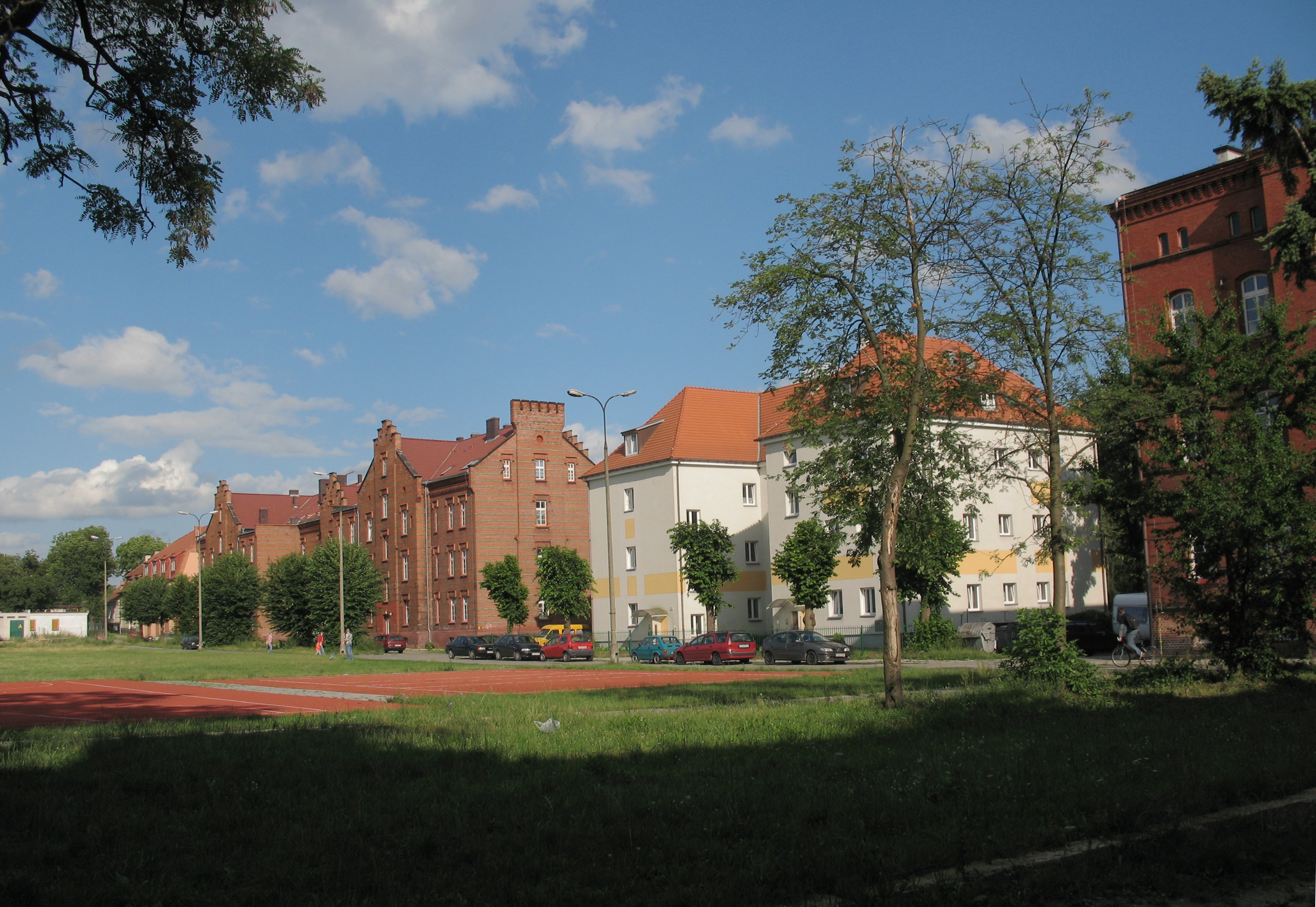
Conjunto habitacional construído no local do quartel de Szprotawa (2007)

Terytorium miasta Szprotawa nie jest prawnie podzielone na dzielnice i osiedla (art. 5 ustawy o samorządzie gminnym z dnia 8 marca 1990 roku). Jednak mimo to w mieście istnieje podział poszczególnych jego części ze względów historycznych i położenia geograficznego. Nazwy dzielnic i osiedli są nazwami zwyczajowymi, które używane są powszechnie przez mieszkańców.

### Distritos
- Śródmieście (Centro da cidade)
- Zabobrze (conjuntos Piastowskie, Puszczyków, Komarów)
- Iława (Sowiny)

### Conjuntos habitacionais
- Słoneczne (distrito do centro da cidade)
- B. Chrobrego (distrito do centro da cidade)
- T. Kosciuszko (bairro do centro da cidade)
- Piastowskie (conjunto de casas unifamiliares no distrito de Zabobrze)
- Koszary (distrito do centro da cidade)

## Desenvolvimento e futuro
No futuro, há planos de incorporar vilarejos próximos (por exemplo, Henryków, Nowa Kopernia, Wiechlice-Lotnisko, Dziećmiarowice) à cidade.
Szprotawa tem uma zona de investimento de 200 hectares, parte da qual pertence ao Parque de Investimentos da Zona Econômica Especial de Walbrzych, dentro da subzona de Szprotawa. Ela está localizada principalmente no local do antigo campo de aviação militar soviético de Szprotawa-Wiechlice. Graças à criação da zona, a cidade tem a chance de conseguir novos empregos e maior desenvolvimento.

## Natureza
- Carvalho Chrobry
- Carvalho Śniadaniowy
- Carvalho Kotwicza
- Carvalho Henry em Henryków

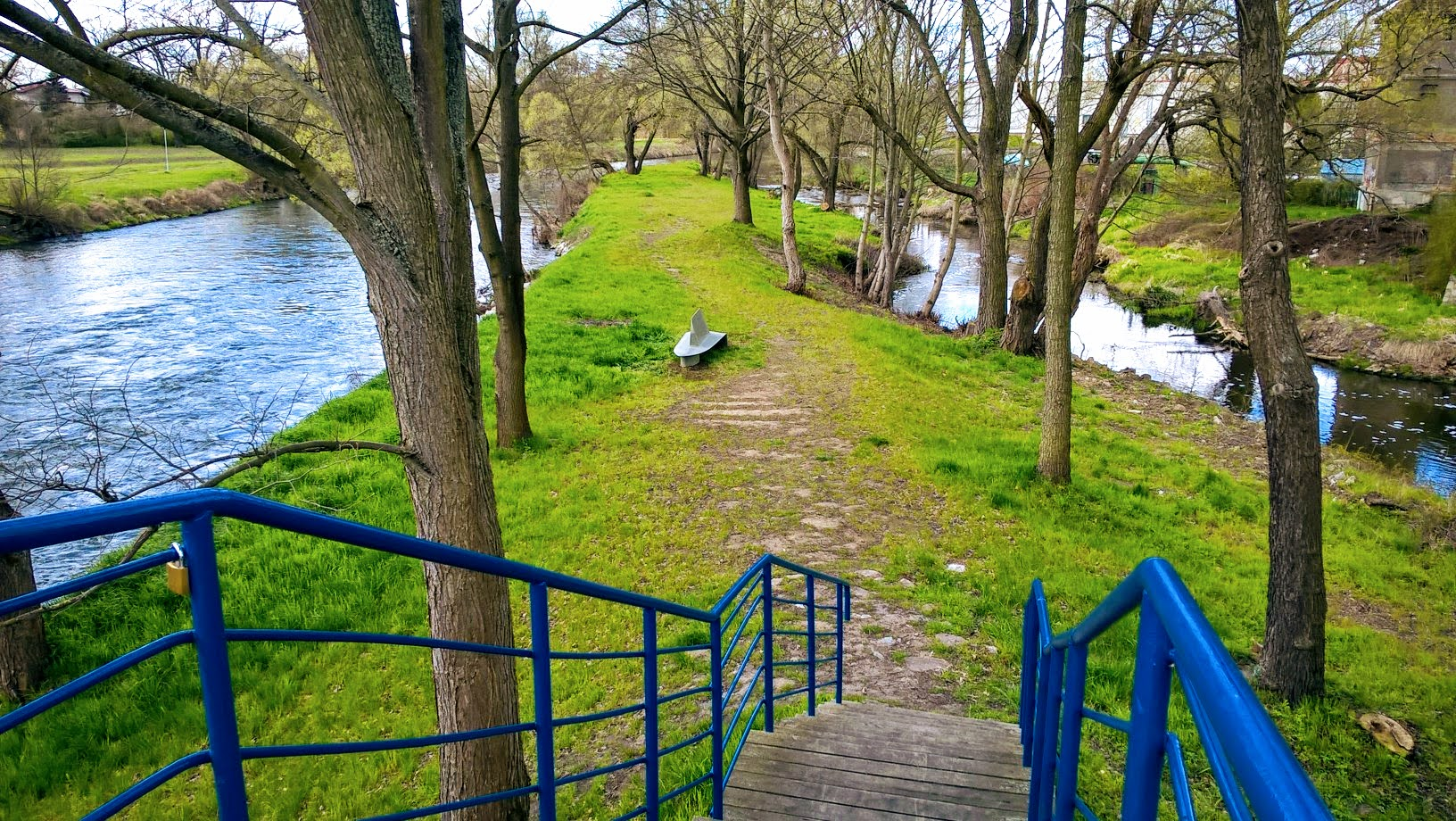
Promontório municipal na foz do rio Szprotawa (à direita) no rio Bóbr, área de caminhada e canoagem

- Reserva Natural do Bosque de Faias de Szprotawa
- Reserva Natural Colinas do Abrigo subterrâneo
- Complexo natural e paisagístico do Parque Eslavo
- Complexo natural e paisagístico do riacho Sucha (afluente do rio Szprotawa)
- Floresta de Szprotawa
- Florestas da Baixa Silésia
- Parques municipais
- Lagoas de Bobrowickie
- Flins (monumento natural)
- Carvalho de Blaszak
- Castanheiro do Cáucaso (monumento natural)

Parques e praças municipais
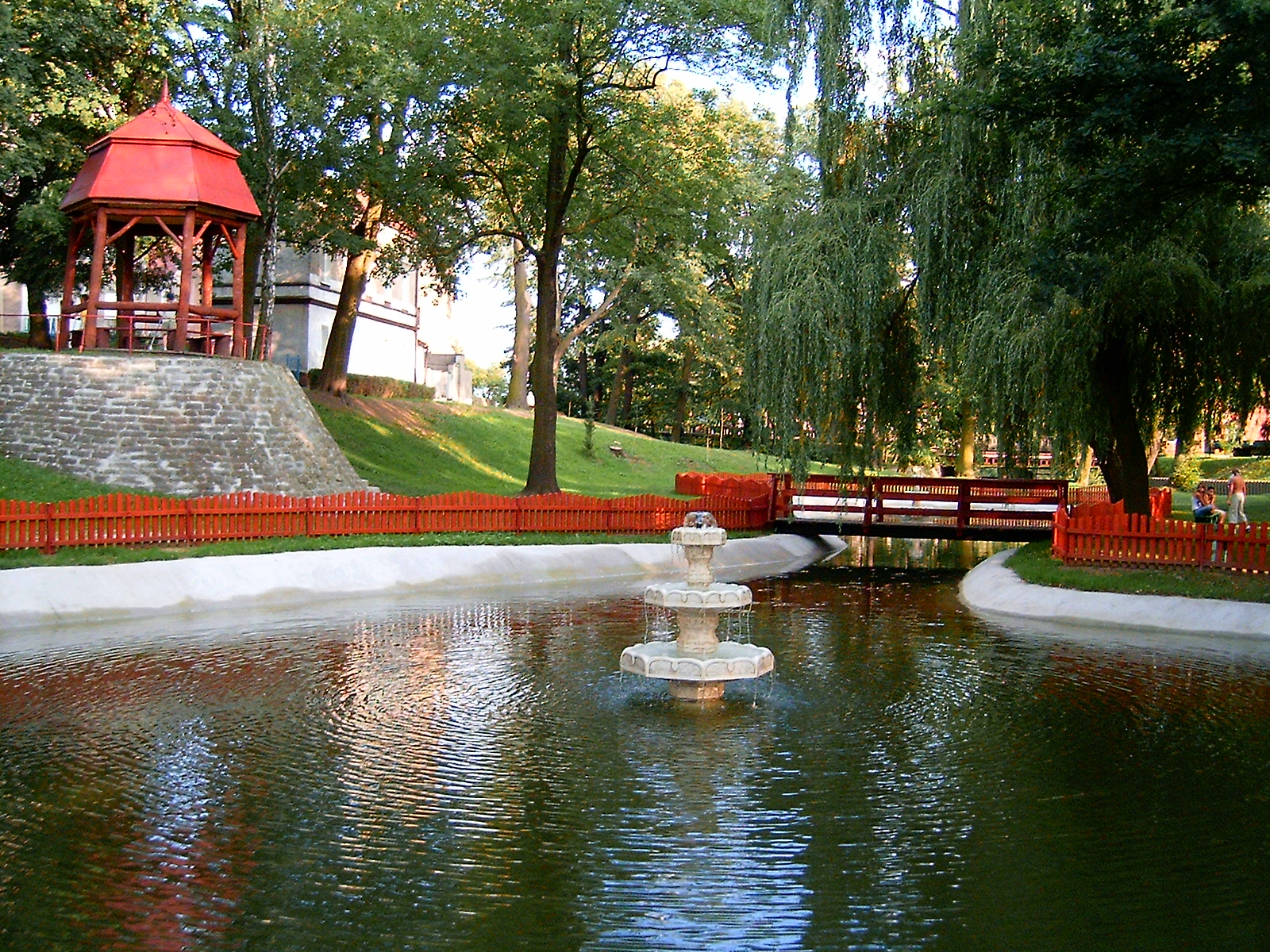
Parque Göppert
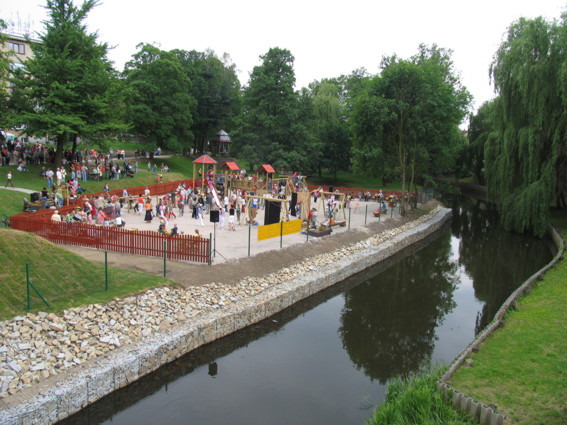
Jardim Jordan — um parque histórico no centro da cidade, às margens do rio Szprotawa
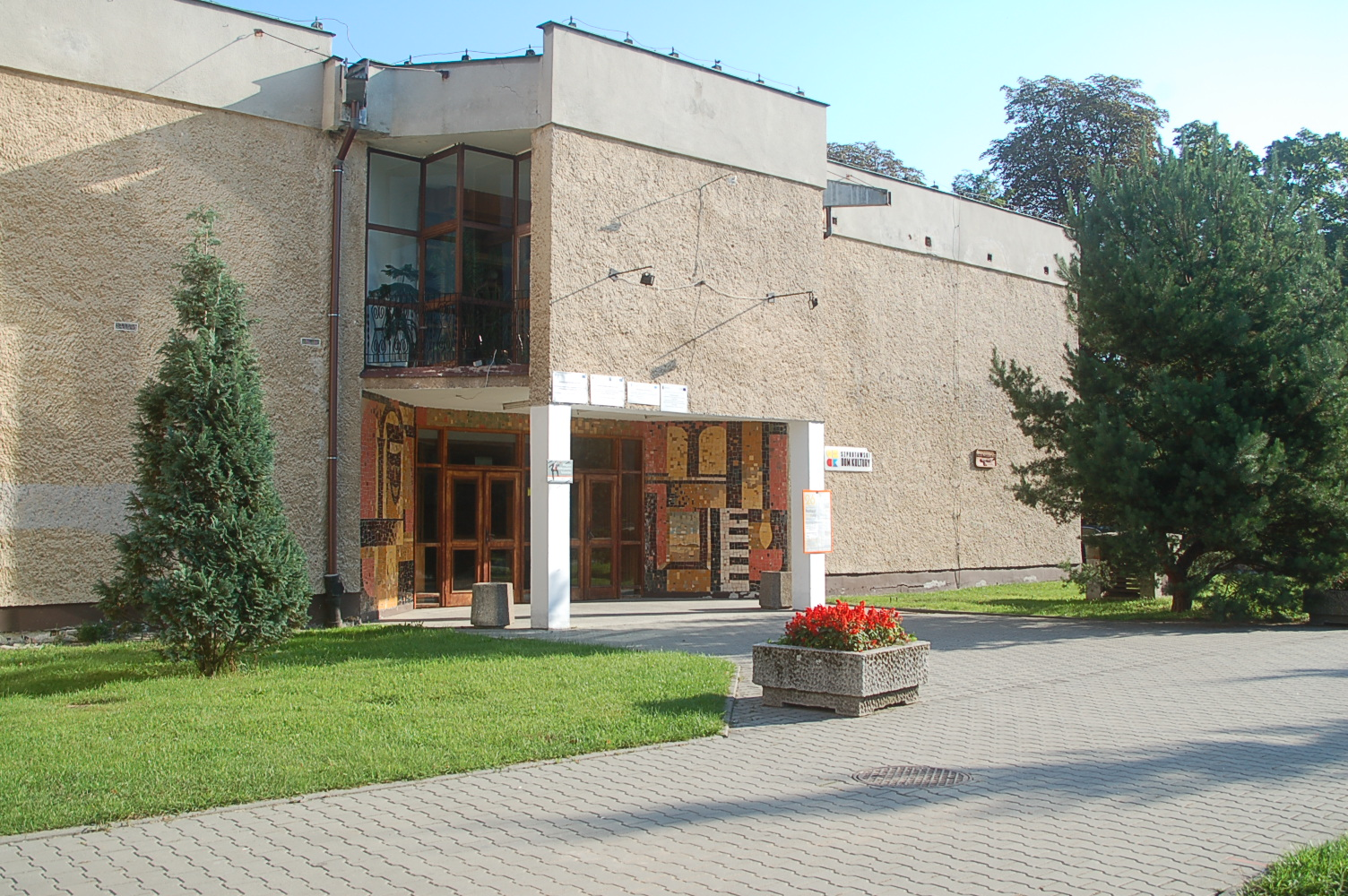
Praça Matuszkiewicz
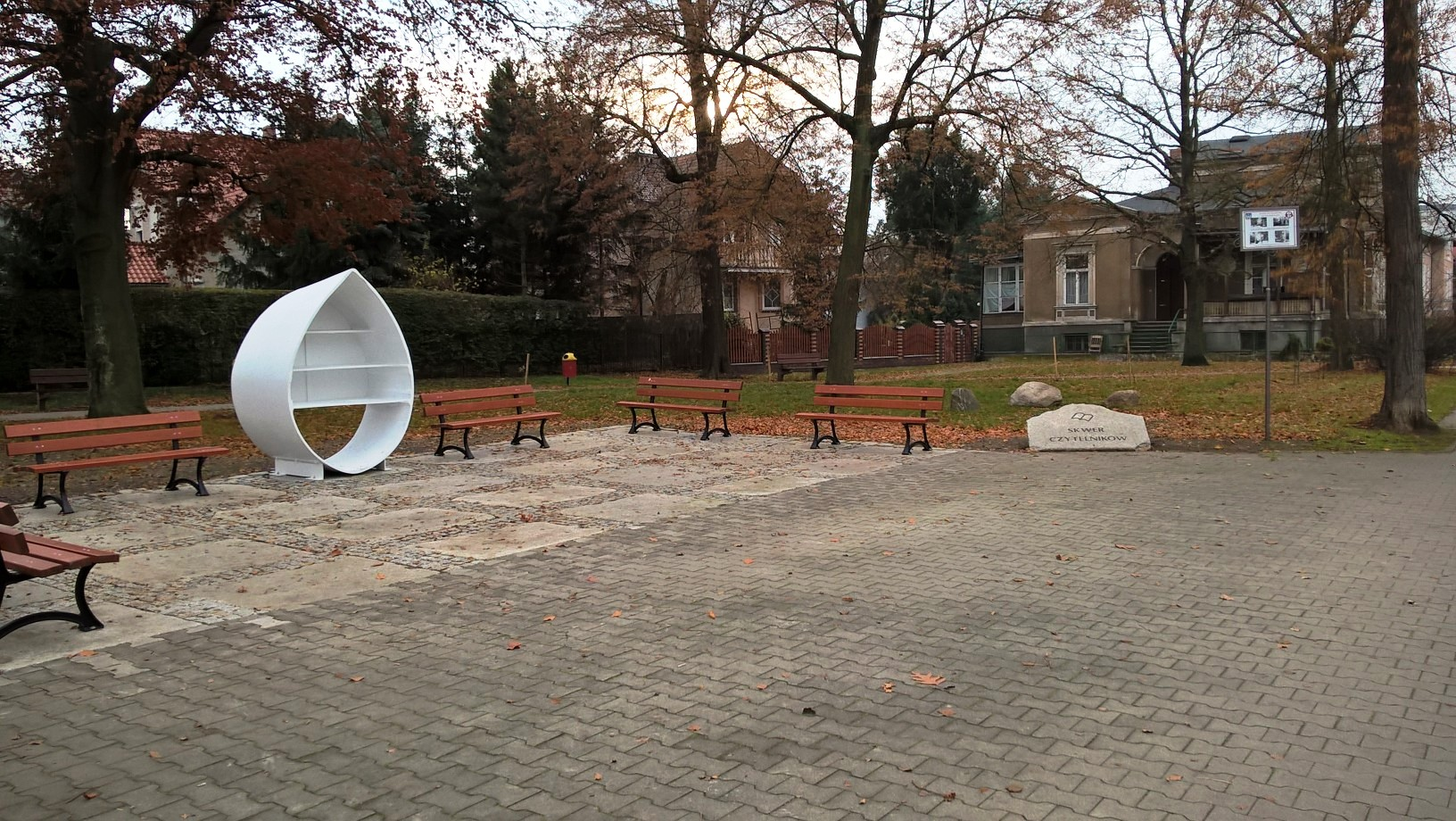
Praça dos Leitores
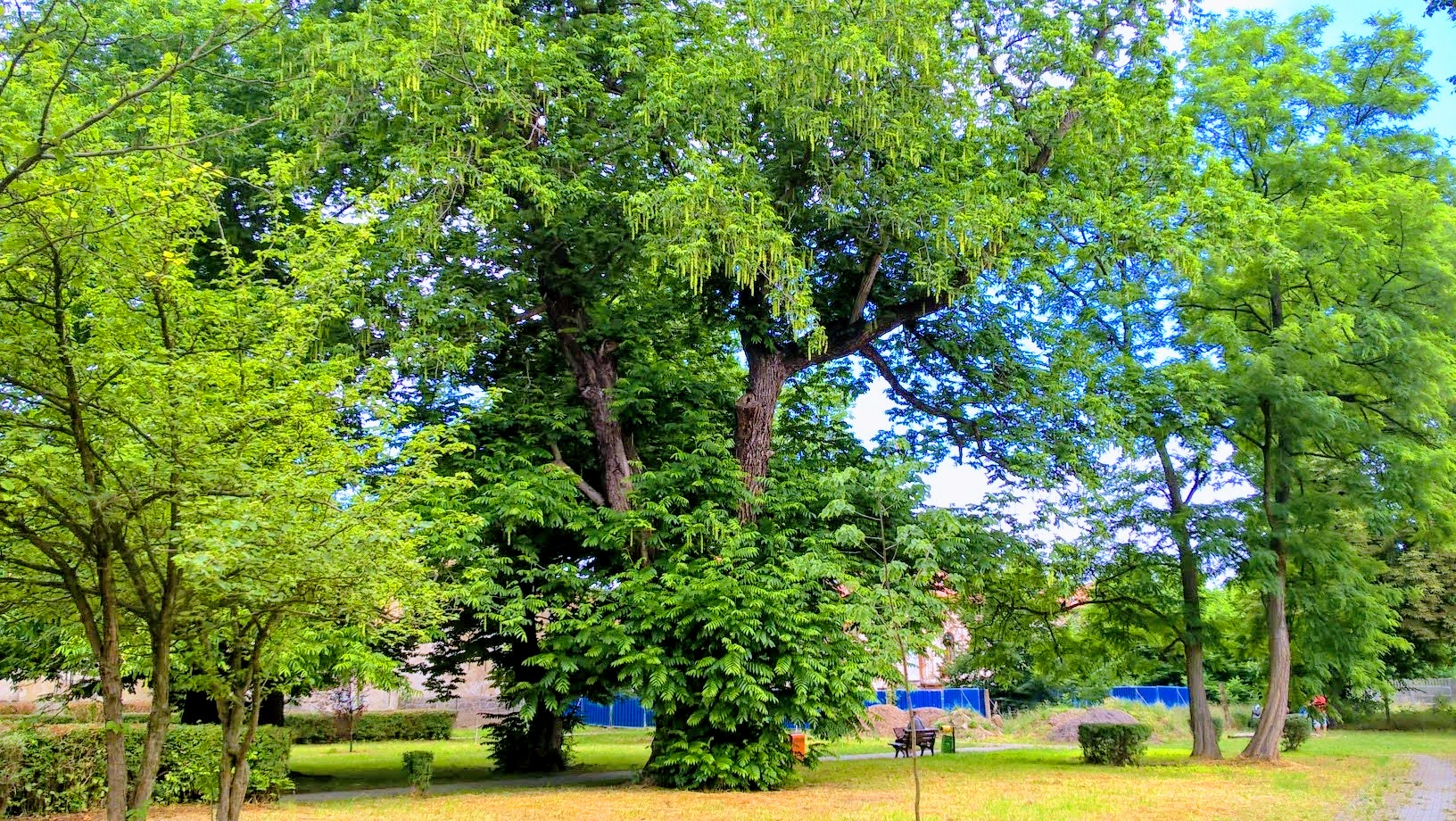
Castanheira do Cáucaso (monumento natural) em 2021
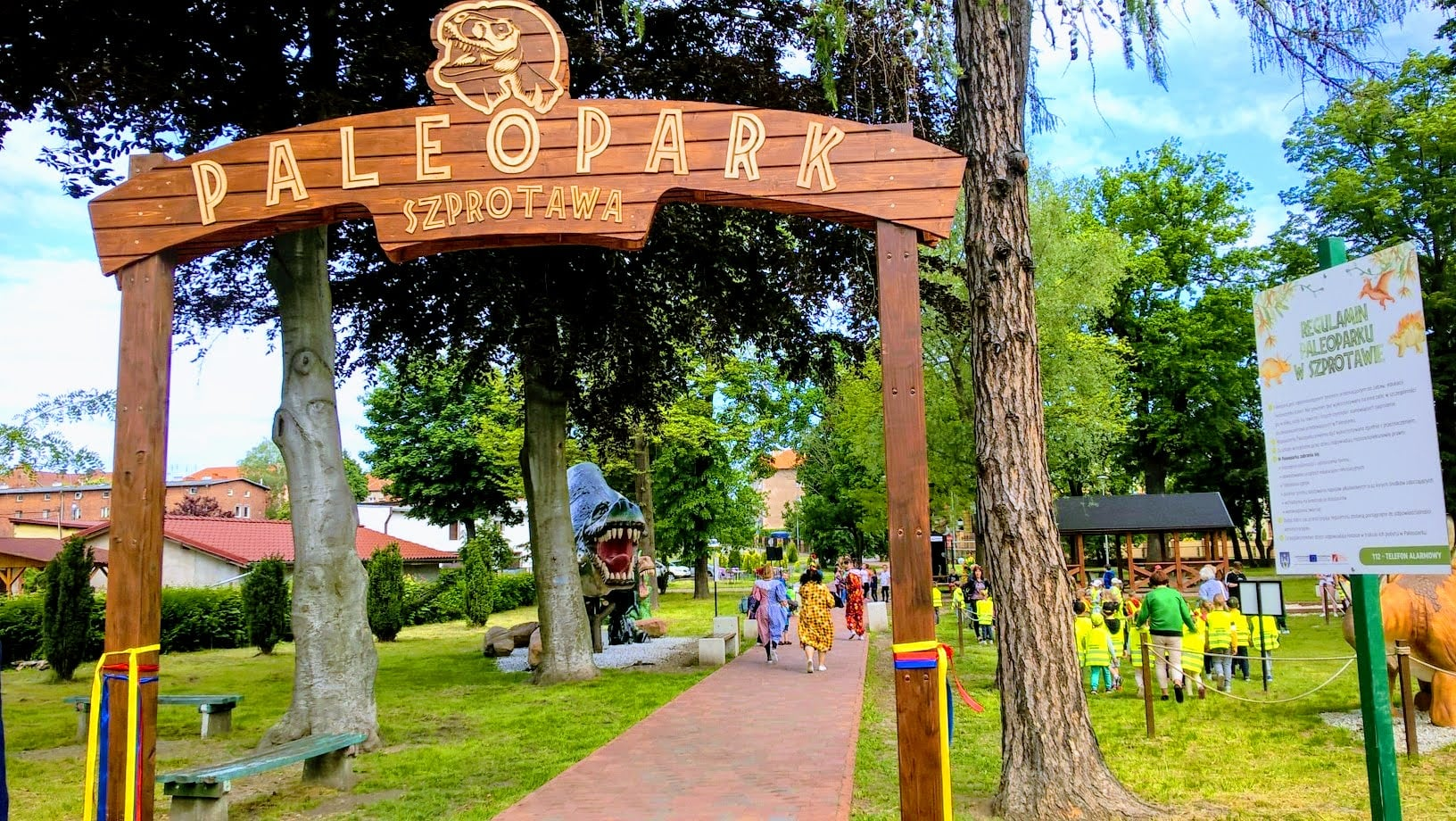
Paleoparque Szprotawa na rua Niepodległości

## Transportes

### Transporte rodoviário
- Estrada nacional n.º 12 que passa, entre outras, por Kalisz, Radom e Lublin
- Estrada provincial n.º 297 que vai de Nowa Sól a Pasiecznik e passa, entre outras, por Bolesławiec
- Autoestrada A4 (trevo de Krzyżowa com a A18) — 30 km de Szprotawa
- Autoestrada A18 (trevo de Golnice com DW297) — 26 km de Szprotawa
- Via expressa S3 (trevo Nowe Miasteczko) — 20 km de Szprotawa

### Transporte ferroviário
A linha ferroviária n.º 14 Łódź Kaliska — Forst (seção Żagań — Głogów) passa pela cidade. Atualmente, devido à sua condição técnica, apenas o tráfego de carga esporádico é realizado na referida seção.

### Transporte público
Desde 1 de janeiro de 2022, a organização do transporte público no território do condado de Żagań (incluindo o território da comuna de Szprotawa) é administrada pela Associação do condado e da comuna de Żagań.
As seguintes linhas de transporte passam por Szprotawa:
- 1 — de Szprotawa para Leszno Górne (ônibus conectados com partidas/chegadas de trens de Leszno Górne para Legnica e Breslávia)
- 2 — de Szprotawa para Rusinowo
- 3 — de Szprotawa para Długie
- 4 — de Szprotawa para Cieciszów via Nowa Kopernia
- 18 — de Żagań até a propriedade Wiechlice, passando por Szprotawa
- 19 — de Sprotava para Malomice
- 20 — de Szprotawa a Malomice, passando por Sliwnik
- 52 — de Szprotawa para Siecieborzyce via Chichy
- 53 — de Sprotava para Dluga
- 54 — de Sprotava para Cieciszów através de Szprotawka
- 55 — de Szprotawa para Wiechlice Estate via Pasterzowice, Kartowice e Nowa Kopernia.

As linhas 1 e 18 operam 7 dias por semana, incluindo feriados públicos, exceto no dia de Natal e no domingo de Páscoa. A maioria das viagens na linha 1 é conectada na estação Leszno Górne com os trens da Ferrovia da Baixa Silésia de/para Legnica e Breslávia. Como parte da promoção elaborada entre o organizador e o condado de Szprotawa, para viagens na cidade de Szprotawa e do conjunto habitacional Wiechlice, o custo de um único bilhete é de 2 PLN, ou 64 PLN no caso de um bilhete mensal. A operadora de todas as conexões da União Municipal do Condado de Żagań é a Empresa Municipal de Transporte em Żagań.
Desde 1 de janeiro de 2023, a organização de duas linhas provinciais que passam por Szprotawa é realizada pelo Marechal da Voivodia da Lubúsquia:
- 102 — de Szprotawa a Nowa Sól via Siecieborzyce, Kozuchów (ônibus conectados com partidas/chegadas de trens de/para Zielona Góra);
- 103 — de Szprotawa para Nowa Sól via Długie, Nowe Miasteczko (ônibus conectados com partidas/chegadas de trens de/para Zielona Góra).

## Clima
Conforme a classificação climática de Köppen-Geiger, Szprotawa situa-se na zona Cfb − clima temperado oceânico. A temperatura média anual em Szprotawa é 10,6° C. A precipitação varia de 743 mm. Há uma diferença de 50 mm na precipitação entre os meses mais secos e mais chuvosos. A maior umidade relativa é medida em novembro (85%). Menor em junho (63%).
| Dados climatológicos para Szprotawa | Dados climatológicos para Szprotawa | Dados climatológicos para Szprotawa | Dados climatológicos para Szprotawa | Dados climatológicos para Szprotawa | Dados climatológicos para Szprotawa | Dados climatológicos para Szprotawa | Dados climatológicos para Szprotawa | Dados climatológicos para Szprotawa | Dados climatológicos para Szprotawa | Dados climatológicos para Szprotawa | Dados climatológicos para Szprotawa | Dados climatológicos para Szprotawa | Dados climatológicos para Szprotawa |
| Mês | Jan                                 | Fev                                 | Mar                                 | Abr                                 | Mai                                 | Jun                                 | Jul                                 | Ago                                 | Set                                 | Out                                 | Nov                                 | Dez                                 | Ano                                 |
| --- | ----------------------------------- | ----------------------------------- | ----------------------------------- | ----------------------------------- | ----------------------------------- | ----------------------------------- | ----------------------------------- | ----------------------------------- | ----------------------------------- | ----------------------------------- | ----------------------------------- | ----------------------------------- | ----------------------------------- |
| Temperatura máxima média (°C) | 2,1                                 | 3,7                                 | 8,1                                 | 14,4                                | 19,2                                | 22,4                                | 24,1                                | 24,0                                | 19,3                                | 13,7                                | 7,9                                 | 3,7                                 | 13,6                                |
| Temperatura média (°C) | −0,3                                | 0,7                                 | 4,1                                 | 9,7                                 | 14,6                                | 18,0                                | 19,8                                | 19,6                                | 15,1                                | 10,1                                | 5,2                                 | 1,6                                 | 10,6                                |
| Temperatura mínima média (°C) | −2,9                                | −2,4                                | 0,3                                 | 4,5                                 | 9,3                                 | 13,0                                | 15,1                                | 14,8                                | 10,9                                | 6,7                                 | 2,7                                 | −0,6                                | 6,0                                 |
| Precipitação (mm) | 59                                  | 46                                  | 60                                  | 46                                  | 68                                  | 74                                  | 96                                  | 73                                  | 62                                  | 51                                  | 53                                  | 55                                  | 743                                 |
| Dias com chuva | 10                                  | 8                                   | 10                                  | 8                                   | 9                                   | 9                                   | 10                                  | 8                                   | 8                                   | 8                                   | 8                                   | 9                                   | 105                                 |
| Umidade relativa (%) | 83                                  | 81                                  | 77                                  | 67                                  | 65                                  | 63                                  | 66                                  | 66                                  | 72                                  | 79                                  | 85                                  | 83                                  | 73,9                                |
| Insolação (h) | 3,0                                 | 4,0                                 | 5,5                                 | 8,7                                 | 10,1                                | 10,9                                | 10,9                                | 10,2                                | 7,4                                 | 5,2                                 | 3,7                                 | 2,9                                 | 82,5                                |
| Fonte: Climate-Data.org Dados: 1991−2021: temperatura mínima (°C), temperatura máxima (°C), precipitação (mm), umidade, dias chuvosos. Dados: 1999−2019: horas de sol |                                     |                                     |                                     |                                     |                                     |                                     |                                     |                                     |                                     |                                     |                                     |                                     |                                     |

## Esportes

### Clubes esportivos
- Esportes Clube “Sprotavia” Szprotawa — clube de futebol fundado em 1946[37]
- KS Szprotavia Szprotawa — seção de basquete feminino
- Akayama Szprotawa — clube de jiu-jítsu[38]
- ULKS Uczniak Szprotawa — atletismo, tênis de mesa[39]
- UKS Jedynka Szprotawa — seção de vôlei[40]

### Instalações esportivas
- Estádio Municipal de Szprotawa
- Salão de esportes no Ginásio n.º 1
- Salão de esportes do Centro esportivo e recreativo

## Comunidades religiosas

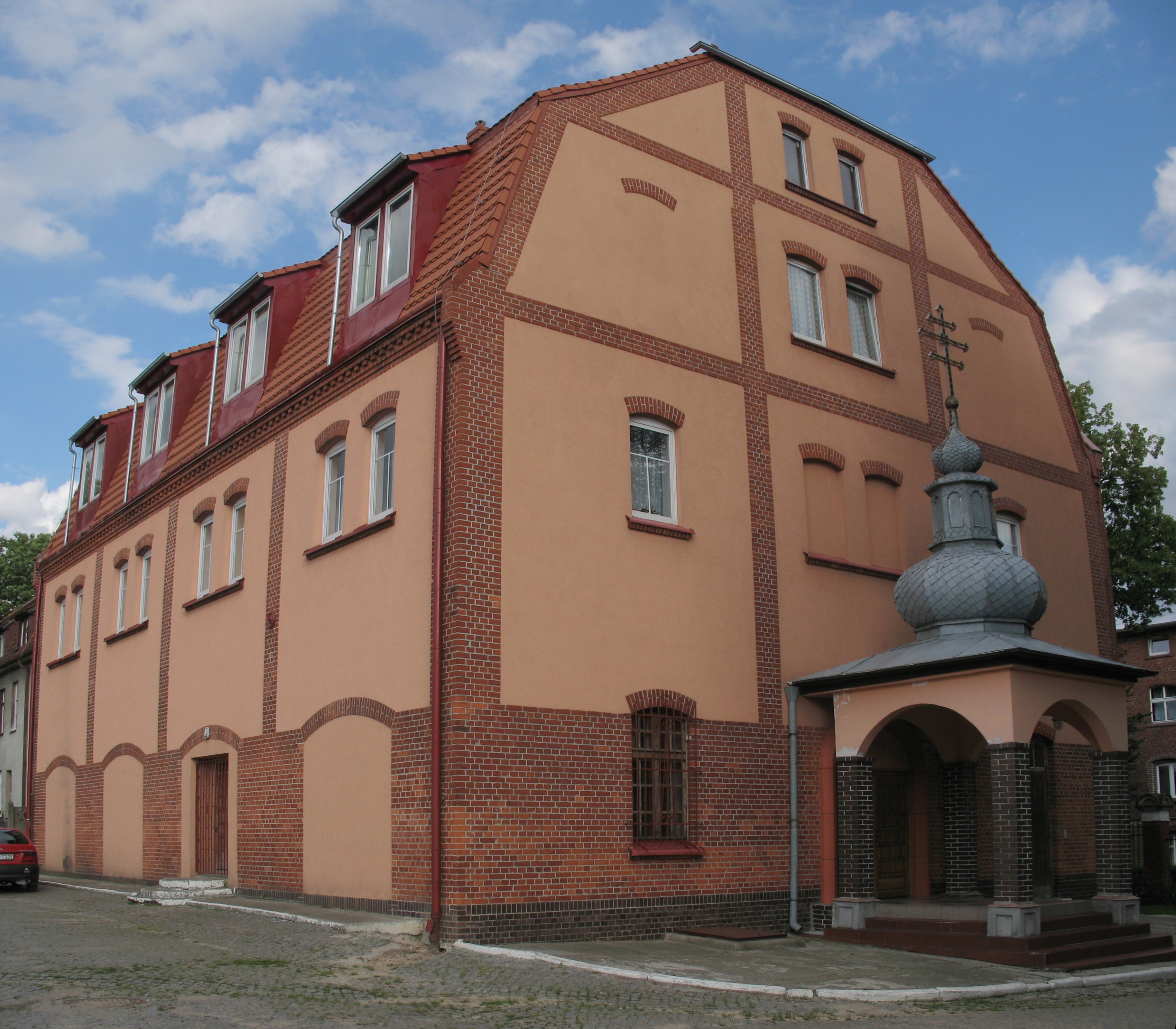
Igreja ortodoxa da Transfiguração de Nosso Senhor

As seguintes igrejas e associações religiosas realizam atividades na cidade:
- Igreja Católica de Rito Latino:
  - Paróquia de Santo André, o Apóstolo[41]
  - Paróquia da Assunção da Bem-Aventurada Virgem Maria[42]
- Igreja Greco-Católica na Polônia:
  - Paróquia da Igreja Ortodoxa da Transfiguração[43]
- Igreja Católica Polonesa na República da Polônia:
  - Paróquia do Salvador do Mundo[44]
- Igreja Pentecostal:
  - Igreja em Szprotawa, rua Nowa, 7, Wiechlice[45]
- Testemunhas de Jeová:
  - Igreja em Szprotawa (Salão do Reino, rua Koszarowa, 2B)

## Produtos tradicionais locais
- Vinagre de maçã e mel − muito popular na voivodia da Lubúsquia e produto importante porque costuma ser ingrediente de muitos outros pratos tradicionais típicos da região. Produto inserido na lista de produtos tradicionais em 19/01/2016 na categoria Outros na voivodia da Lubúsquia[46]
- Mostarda de abóbora com mel – picante e suave. Produto inserido na lista de produtos tradicionais em 04/11/2016 na categoria Legumes e frutas na voivodia da Lubúsquia[47]
- Mel de erva de urtiga – muito popular porque estimula o corpo a criar corpos imunológicos e tem um efeito benéfico na formação de glóbulos vermelhos devido ao alto teor de ferro biologicamente ativo. Produto incluído na lista de produtos tradicionais em 26/01/2015 na categoria Outros na voivodia da Lubúsquia[48][49]